# مانانواله شام سنگه
مانانواله شام سنگه (به انگلیسی: Mananwala) یک شهر در پاکستان است که در ناحیه شیخوپوره واقع شده‌است. مانانواله شام سنگه ۹ کیلومتر مربع مساحت و ۵۰٬۰۰۰ نفر جمعیت دارد.